# Pagendisan
Pagendisan is een bestuurslaag in het regentschap Pati van de provincie Midden-Java, Indonesië. Pagendisan telt 1567 inwoners (volkstelling 2010).